# Наталија Водјанова
Наталија Михајловна Водјанова (Наталья Михайловна Водянова, рођена 28. фебруара 1982), позната под надимком Супернова, је руски супермодел, глумица и амбасадор добре воље Уједињених нација.
Године 2012. заузела је треће место на Форбсовој листи модела са највећом зарадом, за коју се процењује да је зарадила 8,6 милиона долара у једној години. Водјанова је 2015. године од стране models.com рангирана као један од нових супера у модној индустрији.
2010. године, Водјанова је добила награду за инспирацију године од стране Harper's Bazaar-а. Glamour ју је 2014. године прогласио за жену године и доделио јој награду Глас за децу.
Водјанова је мајка 5 деце. Такође је члан Међународног одбора директора Специјалне олимпијаде. Популациони фонд Уједињених нација (УНФПА) ју је 2021. године именовао за амбасадора добре воље за агенцију за сексуално и репродуктивно здравље.

## Биографија
Рођена 28. фебруара 1982. у Горком (сада Нижњи Новгород), од мајке Ларисе и оца Михаила. Рускиња је по националности, а четвртина Ерзјанка по оцу. Има три млађе сестре - Оксана (инвалид од детињства, рођена са тешким обликом аутизма и церебралне парализе).
Са 16 година је уписана у агенцију "Евгенија" (Нижњи Новгород), где јој је препоручено да научи енглески. На једном од погледа приметио је извиђач агенције Viva Model Management и одмах јој понудио посао у Паризу. После неколико месеци, Наталија је отишла у главни град Француске.

## Каријера
Радила је ревије за Gucci, Chanel, Alexander McQueen, Christian Dior, Calvin Klein, Donna Karan, Louis Vuitton, Marc Jacobs, Ralph Lauren, Chloe, Valentino, Givenchy, Jean-Paul Gaultier, Miu Miu, Hermès, Kenzo, Viktor&Rolf, Dolce&Gabbana, Balenciaga, Yves Saint Laurent, H&M и многе друге модне куће.
Доминација руских манекенки на светским модним пистама од раних 2000-их названа је ером три В (према почетним словима имена најуспешнијих и најтраженијих - Наталија Водјанова, Ана Вјалицина и Евгенија Володина).
Године 2007, након рођења сина Виктора, одлучила је да делимично напусти каријеру модела и посвети се породици и добротворној фондацији. Наталија, као и неки од бивших светских супермодела, ипак пристаје да ради ревије или да учествује у фотографисању за високе хонораре.
Године 2009. одобрена је као ко-водитељ полуфинала Песме Евровизије, одржаног у Москви, заједно са Андрејем Малаховом. За учешће у овој емисији постала је добитница награде ТЕФИ (2009) у номинацији "Водитељ забавног програма".
У пролеће 2009. Наталија је склопила трогодишњи уговор да постане амбасадор бренда француске компаније за доњи веш Etam и дизајнираће колекцију доњег веша сваке сезоне током трајања уговора. Колекције ће се продавати под брендом Natalia pour Etam.

## Филантропија
Водјанова је оснивач Фондације Naked Heart, филантропске организације која настоји да обезбеди безбедно и инспиративно окружење за игру за свако дете које живи у урбаној Русији и да помогне породицама које одгајају децу са сметњама у развоју. Наталијина сестра Оксана живи са аутизмом. Водјанова је скренула пажњу на проблем права особа са инвалидитетом у Русији када је њена сестра замољена да напусти кафић у Нижњем Новгороду јер „плаши муштерије“.
Она је портпарол Tiger Trade Campaign-а, савеза од 38 организација „да врати дивље тигрове заустављањем трговине деловима и производима тигрова из свих извора“. У интервјуу који подржава кампању, Водјанова је рекла: „Поносна сам што је Русија, моја земља, дом највеличанственије животиње, дивљег сибирског тигра. Данас је на нама да заштитимо тигра и његов дом, мање више од 350 сибирских тигрова је остало у дивљини и не преживи више од 3.400 тигрова било где у свету. Ако не реагујемо сада видећемо изумирање дивљег тигра током нашег живота“.
Водјанова је 2015. године, заједно са Тимоном Афинским, суоснивала дигиталну апликацију Elbi, која омогућава људима да донирају новац, креирају садржај, шаљу поруке и гласају у добротворне сврхе.

## Лични живот
Водјанова је упознала Џастина Портмана (р. 1969), полубрата 10. виконта Портмана и сина Едварда Портмана, 9. виконта Портмана, британског наследника имовине, на вечери у Паризу 2001. Венчали су се у новембру 2001. када је она била у 8. месецу трудноће. Септембра 2002. године, више од девет месеци након регистрације брака у Великој Британији, одржали су церемонију венчања у Санкт Петербургу, где је Водјанова носила хаљину коју је дизајнирао Том Форд. Имају троје деце: сина Лукаса Александра (рођен 2001), ћерку Неву (рођену 2006) и сина Виктора (рођен 2007). Нева је добила име по истоименој руској реци. Водјанова и Портман објавили су да се разводе у јуну 2011.
Након развода од Портмана, Водјанова је започела везу са Антоаном Арноом, сином оснивача ЛВМХ-а Бернарда Арноа и извршног директора луксузног бренда Berluti. Пар има два сина: Максима (рођен 2014) и Романа (рођен 2016).